# إليزافيتا بيكوفا
إليزافيتا بيكوفا Elisaveta Ivanovna Bykova (ولدت في 4 نوفمبر 1913 – وماتت في 8 مارس 1989) كانت لاعبة شطرنج سوفييتية حملت لقب أستاذة كبيرة.
- كانت بطلة العالم من عام 1953 حتى 1956 ومن 1958 حتى 1962.
- حصلت على لقب أستاذة دولية عام 1950.
- حصلت على لقب أستاذ دولي عام 1953.
- حصلت على لقب أستاذة كبيرة عام 1976.
- فازت ببطولة موسكو للشطرنج عام 1938.
- فازن بالبطولة السوفييتية للشطرنج للسيدات أعوام 1946، 1947 و1950.

## روابط خارجية
- إليزافيتا بيكوفا على موقع مباريات الشطرنج (الإنجليزية)
- إليزافيتا بيكوفا على موقع 365Chess.com (الإنجليزية)
- إليزافيتا بيكوفا على موقع Chesstempo.com (الإنجليزية)